# Else Zeuthen
Else Marie Zeuthen, född 10 oktober 1897 på Frederiksberg, död 27 december 1975 i Rungsted, var en dansk fredsaktivist och politiker för Det Radikale Venstre. Hon var folketingsledamot 1953–1960 samt ordförande av både den danska sektionen av Internationella kvinnoförbundet för fred och frihet (1941–1953) och förbundets internationella organisation (1956–1965). Hon var gift med nationalekonomen Frederik Zeuthen.
Else Zeuthen var dotter till läraren Svend Otto Bengtsson (1871–1956) och Elise Marie Lassen (1873–1956). Hon tog studentexamen från Marie Kruses Skole 1915 och, efter ett studieår i Oxford 1920, blev hon mag. art. i engelska från Köpenhamns universitet 1921. Hon arbetade sedan som manuduktör, samt som assistent på universitetet (1929–1935). Hon var en av grundarna av den filantropiska föreningen Socialvirke 1919 och ordförande av Kvindelig Læseforening (1935–1945). Hon engagerade sig djupt i fredsfrågor och var medlem i den danska sektionen av Internationella kvinnoförbundet för fred och frihet (IKFF), en organisation som bildades under första världskriget. Hon var ledamot i förbundets styrelse från 1935 och från 1941 förbundsordförande. Hon var även ledamot i förbundets internationella styrelse (1946–1965), sedermera ordförande (1956–1965). På Zeuthens initiativ blev IKFF representerat och delaktigt i den danska välgörenhetsorganisationen Mellemfolkeligt Samvirkes (MS) arbete från 1944, en organisation som hon själv var med om att grunda. Hon var själv ledamot i MS verkställande utskott.
Politiskt var Zeuthen engagerad i det socialliberala och antimilitaristiska partiet Det Radikale Venstre och var bl.a. ledamot i partistyrelsen (1951–1953). Hon avgick som ordförande för IKFF i samband med att hon blev invald till Folketinget 1953. Hon arbetade här bl.a. för att IKFF:s principer skulle få genomslag i Danmarks utrikespolitik och hon engagerade sig i relationerna och arbetet med FN, bl.a. som ledamot i danska FN-rådet (1946–1956) och som dansk FN-delegat. Hon var uttalad motståndare av Danmarks inträde i Nato 1949.